# Sterculia linguifolia
Sterculia linguifolia är en malvaväxtart som beskrevs av Maxwell Tylden Masters. Sterculia linguifolia ingår i släktet Sterculia och familjen malvaväxter. Inga underarter finns listade i Catalogue of Life.